# Opheusden
Opheusden is een dorp in de Nederlandse provincie Gelderland. Met 6.295 inwoners (1 januari 2023) is het de op een na grootste plaats van de gemeente Neder-Betuwe. In het dorp bevindt zich het gemeentehuis.

## Ligging en bezienswaardigheden
Opheusden ligt voorts aan de zuidoever van de Nederrijn en in de streek Neder-Betuwe. Het dorp en zijn omgeving kenmerken zich door een vlak rivierenlandschap op ongeveer zes meter hoogte met veel tuinbouw. Opheusden staat bekend om zijn grootschalige laanboomkwekerijen en laat zich er op voorstaan een van de grootsten op dat gebied in Europa te zijn.
Met de klok mee ligt in het noordoosten Wageningen (ten noorden van de Nederrijn), in het oosten Randwijk, Hemmen en Zetten, in het zuidoosten Dodewaard, in het zuidwesten Ochten, in het westen Kesteren en in het noordwesten Rhenen (provincie Utrecht, ten noorden van de Nederrijn).
Opheusden kan als een kerkdorp worden gekenschetst omdat het is opgebouwd rondom de dorpskerk. Deze pseudobasiliek werd in de 15e en 16e eeuw in gotische stijl opgetrokken. Het gewelf wordt gevormd door één dak, steunend op drie beuken. Ten westen van de bebouwde kom ligt Hoornwerk aan de Spees, aangelegd in 1799.

## Boomkwekerijen
In Opheusden worden veel bomen geteeld, dit gebeurt in zogenaamde boomkwekerijen. Opheusden is een groot laanboomcentrum in Europa, een traditie gegroeid in de laatste eeuwen. Deze bomenteelt is ook terug te vinden in de dorpen om Opheusden heen als Kesteren, Dodewaard en Lienden, alhoewel daar ook veel fruit geteeld wordt. In Opheusden zelf is echter nauwelijks fruitteelt te vinden.

## Verkeer en vervoer

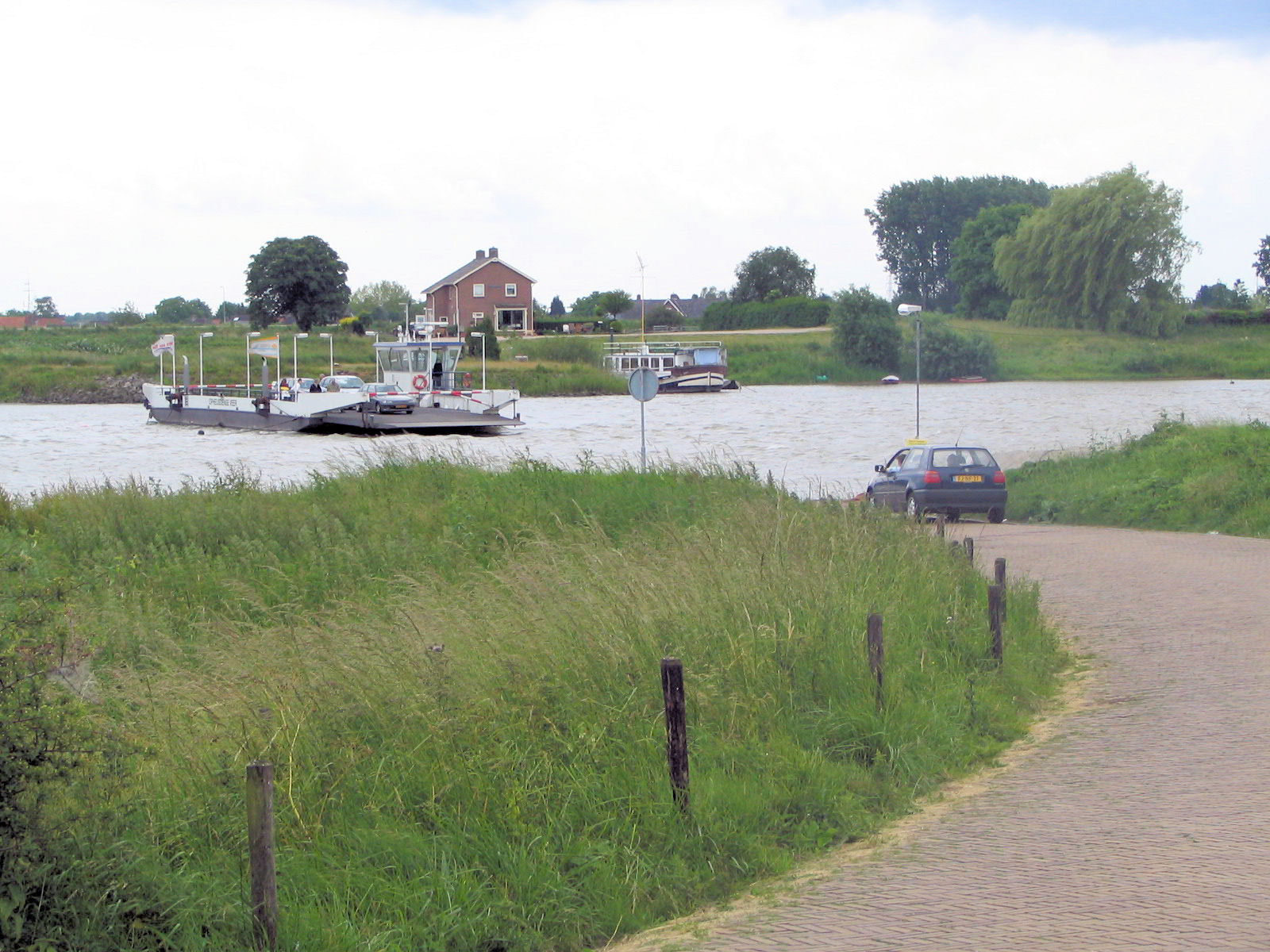
Opheusdense Veer, gezien vanaf de Wageningse kant

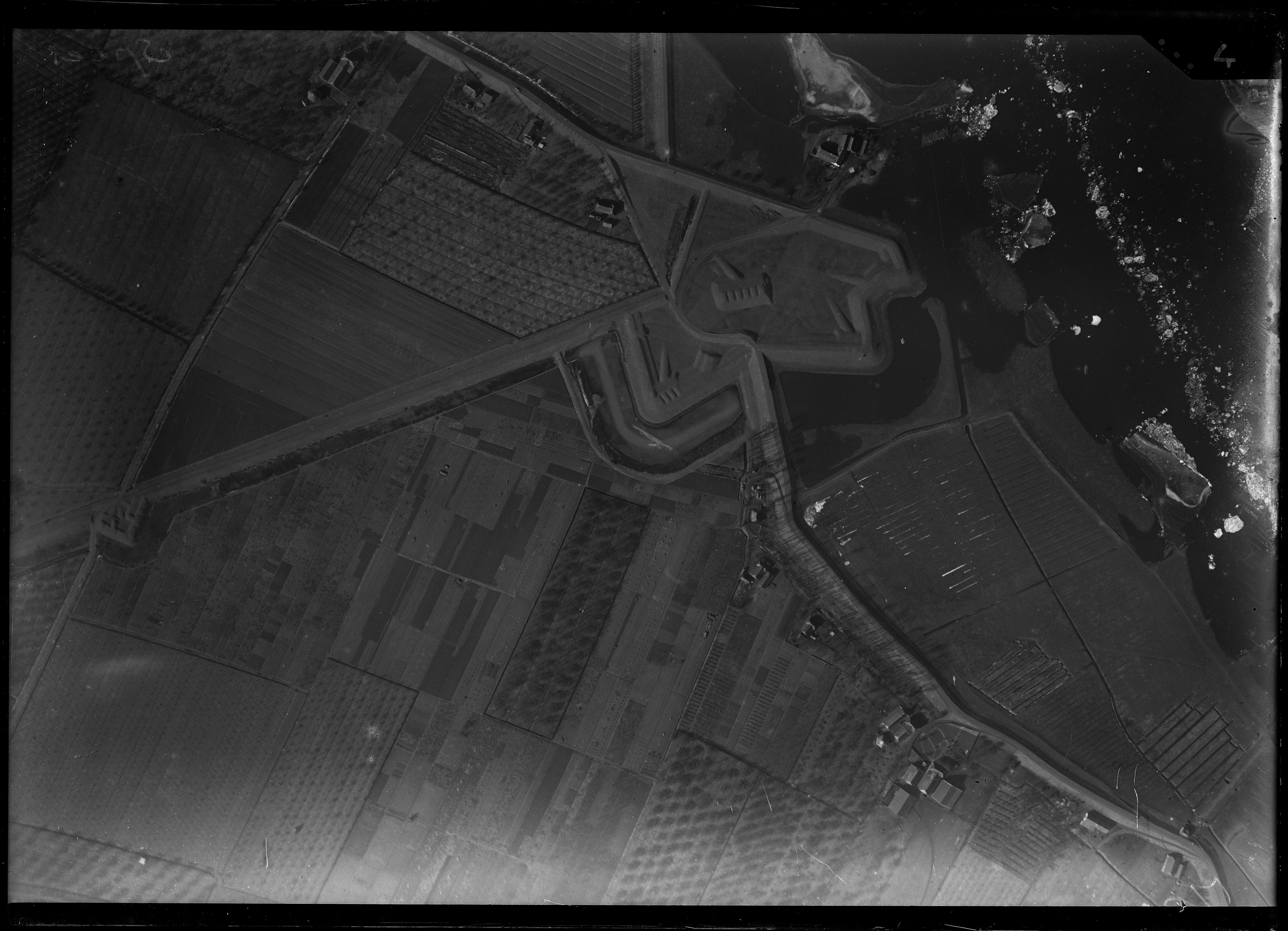
Luchtfoto van Fort De Spees aan de Rijndijk

Aan de zuidkant van Opheusden loopt de Betuwelijn met het daaraan gelegen station Opheusden en de ten zuiden daarvan liggende Betuweroute en rijksweg 15. Dodewaard ligt aan de andere zijde. Verder gaat er een gierpont over de Nederrijn, een van de oudste Nederlandse veerponten. Wanneer men met dit zich ter linkerzijde van het dorp bevindende Opheusdense Veer overvaart komt men uit bij het informatiecentrum van het natuurgebied de Blauwe Kamer. Een stukje ten noorden hiervan heeft men de keuze tussen linksaf richting Rhenen en de Utrechtse Heuvelrug of rechtsaf richting Wageningen en de Veluwe.

## Molukkers in Opheusden
In Opheusden wonen Molukse gezinnen die zich daar in de jaren 50 gevestigd hebben (of afstammen van deze groep) nadat zij uit Nederlands-Indië moesten vertrekken.

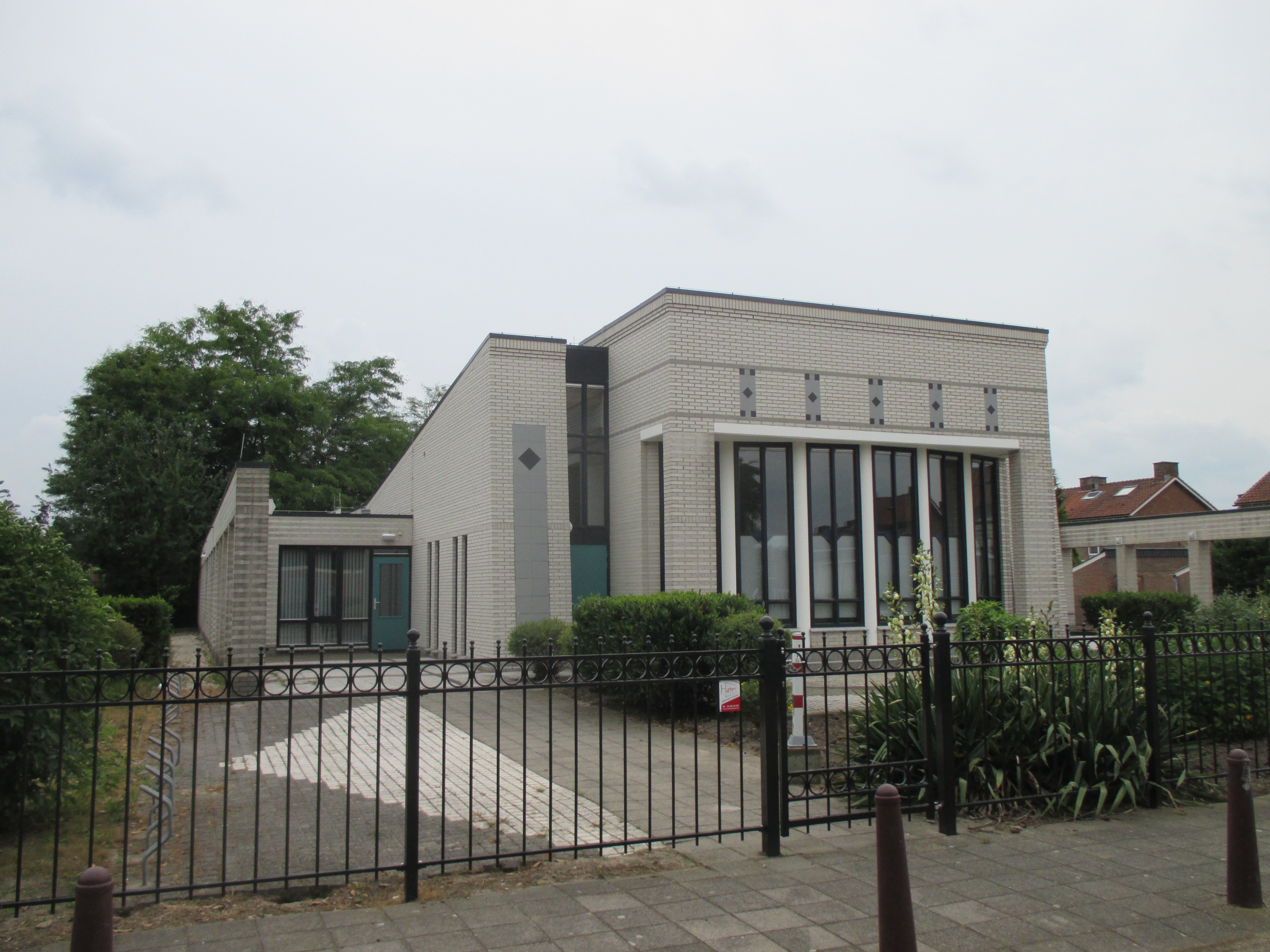
Moluks Evangelische Pnielkerk te Opheusden na herstel

## Geschiedenis
Opheusden wordt voor het eerst vermeld op een oorkonde die uit de 9e eeuw afkomstig is en waarvan een kopie uit de 12e eeuw bestaat. Wellicht is de naam Opheusden afgeleid van het woord 'husa', een oud-Germaans woord dat 'huis' betekent. In het dorp kan men vanaf de 17e eeuw de hierop gelijkende geslachtsnaam Van Husde aantreffen.
In de eerste helft van de 14e eeuw bouwde de familie van Randwijck het versterkte huis Heusden. Nadat het in 1480 was verwoest, werd er op de kasteellocatie een klooster gesticht: Mariëngaarde.
Opheusden heeft nagenoeg nooit als zelfstandige gemeente bestaan. Tot 1811 maakte het deel uit van Dodewaard. Een paar jaar, van 1 januari 1812 tot 1 januari 1818 vormde het een zelfstandige gemeente onder de naam Heusden (Ge). Per 1 januari 1818 werd het dorp Kesteren losgemaakt van de gemeente Lienden om samen met Opheusden de gemeente Kesteren te vormen. Per 1 januari 2002 ging Kesteren met Dodewaard en Echteld één gemeente vormen. Deze kreeg eerst de voorlopige naam 'gemeente Kesteren', maar deze werknaam werd op 1 april 2003 veranderd in de officiële naam 'gemeente Neder-Betuwe'.

### Tweede Wereldoorlog en gevolgen
Tijdens de Duitse aanval in mei 1940 en in het najaar van 1944 moest Opheusden worden ontruimd omdat het in de vuurlinie was komen te liggen. In de nasleep van operatie Market Garden tot aan de bevrijding in mei 1945 lag Opheusden op de scheidslijn tussen het bezette en bevrijde gebied en vonden er daarom zware gevechten plaats.
Vanwege de vele vernielingen moesten na de oorlog de nodige wederopbouwwerkzaamheden worden uitgevoerd. In 1940 bijvoorbeeld was de uit de 14e eeuw stammende toren van de Nederlandse Hervormde Kerk opgeblazen en een westelijk deel van het kerkschip vernietigd. Aan de westelijke kant van de zuidbeuk van de kerk werd daarom na de oorlog een nieuwe toren opgericht.

## Voorzieningen
In het centrum van het dorp bevinden zich twee supermarkten en diverse winkels. Verder zijn er het Cultureel Centrum De Notenbalk en een bibliotheek.

### Kerken

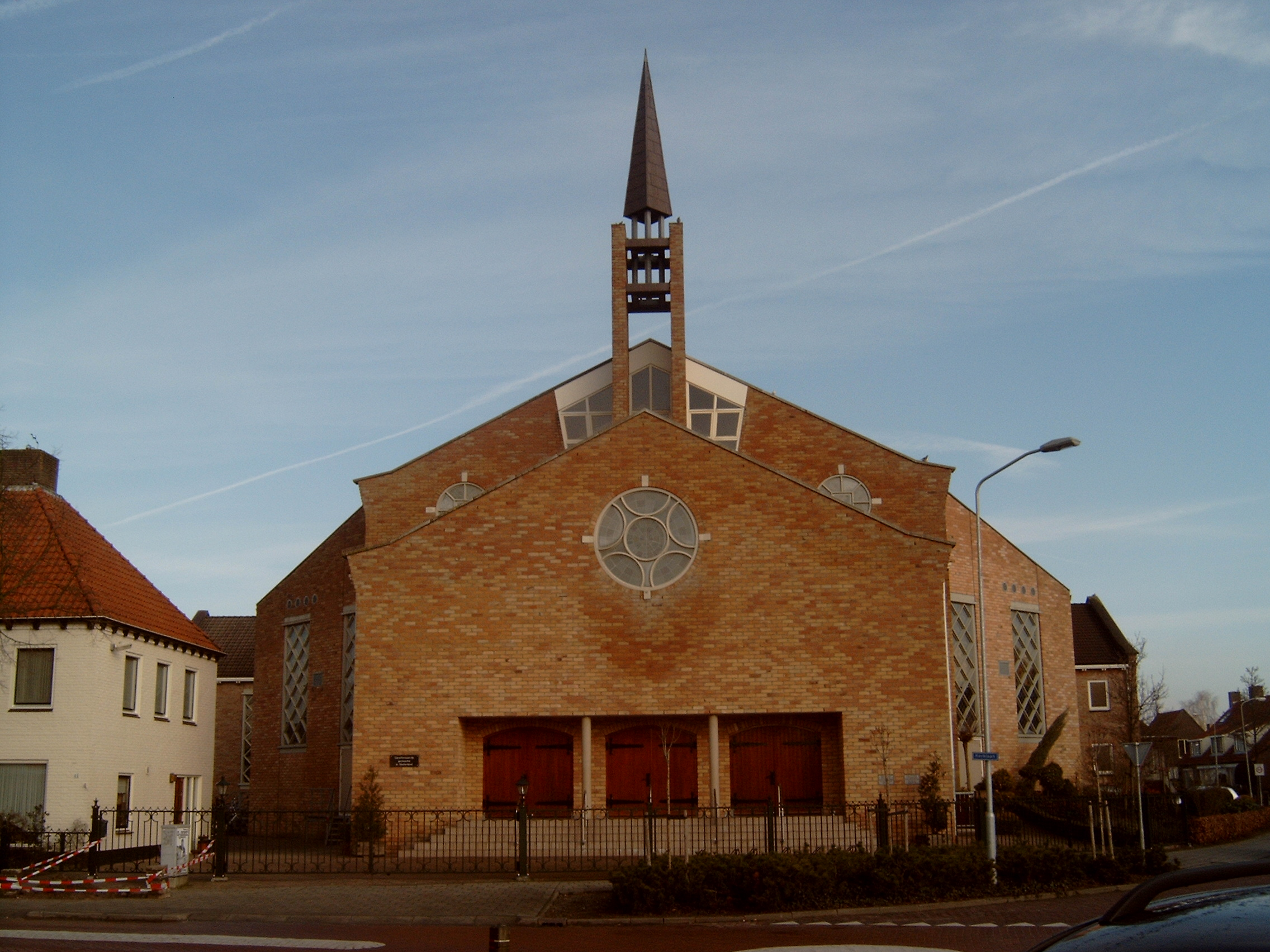
Oude kerkgebouw van de Gereformeerde Gemeente in Nederland, 2000-heden

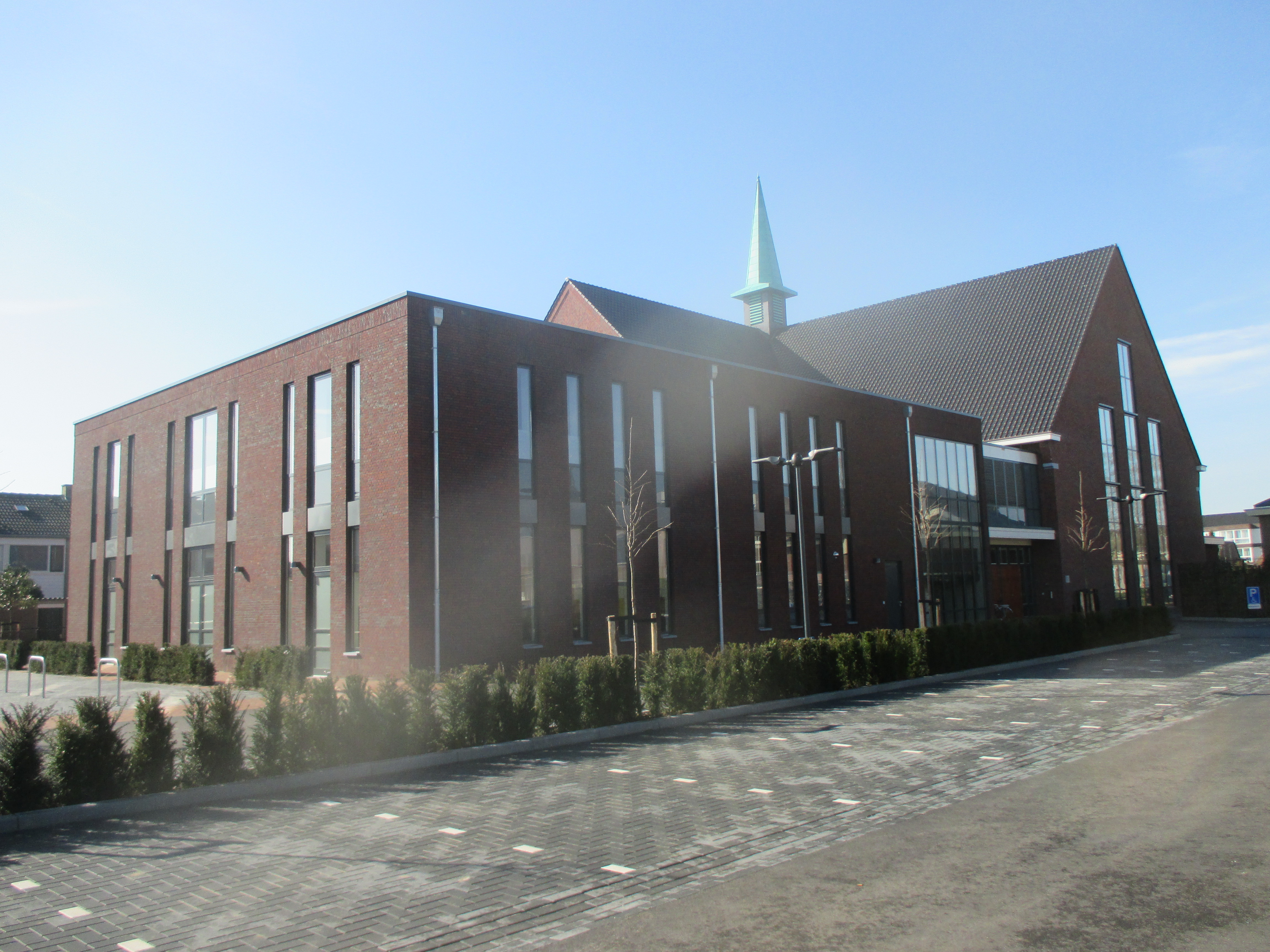
Gereformeerde Gemeente Reigerstraat te Opheusden

Evenals het naburige Kesteren is het dorp zeer kerkelijk, met een duidelijk bevindelijk gereformeerde inslag, daarmee vallend onder wat wel de Bijbelgordel wordt genoemd. In Opheusden staat, gemeten naar het aantal zitplaatsen, de op één na grootste kerk van Nederland. Het betreft de nieuwe kerk van de Gereformeerde Gemeenten in Nederland. Het gebouw heeft sinds 2008 een capaciteit van 2.850 zitplaatsen. Verder zijn er een grote Hersteld Hervormde Kerk in de oude dorpskerk en een grote Gereformeerde Gemeente. Het kerkgebouw van de Gereformeerde Gemeente uit 2016 aan de Reigerstraat telt 1.950 plaatsen, maar omdat de groei groter is dan berekend, wordt er onderzocht of er een kerk in Kesteren gebouwd kan worden. Ook is er een Moluks Evangelische Kerk in Opheusden genaamd: Geredja Indjili Maluku. Het gebouw is in 1992 in gebruik genomen, dit was ter vervanging van het oude gebouw dat vanaf 1964 dienst deed.
Dat Opheusden sterk reformatorisch is, kan worden afgelezen aan de uitslag van de verkiezingen. Zo kreeg bij de gemeenteraadsverkiezingen van 2010 de orthodox-gereformeerde SGP 33,5% van de stemmen in de gemeente Neder-Betuwe en werd daardoor de grootste partij in de gemeenteraad. In het dorp Opheusden zelf behaalde de SGP zelfs de absolute meerderheid (58,6%).
In 1999 heeft Peter Gielissen een documentaire gemaakt over de kerkgemeenschappen in Opheusden, waarin (ex-)kerkgangers aan het woord komen. Hij is getiteld Waar de worm niet sterft en eind 1999 door de NPS uitgezonden.

### Scholen
Opheusden telt alleen maar basisscholen:
- Eben Haëzer (reformatorische school)
- Het Palet (openbare school)
- Hervormde School (protestants-christelijke school)
- Rehoboth (reformatorische school)

## Bekende personen
- Wim van Vlastuin (1963), predikant Hersteld Hervormde Kerk
- Arie van Lent (1970), voetbaltrainer en oud-voetballer (bekend van clubs als Werder Bremen en Borussia Mönchengladbach) (geboren)
- Navarone Foor (1992), voetballer
- Richard Arends (1990), voetballer